# Condado de Itawamba
O Condado de Itawamba é um dos 82 condados do estado norte-americano do Mississippi. A sua sede de condado é Fulton, que é também a sua maior cidade.
O condado tem uma área de 1083 km² (dos quais 8 km² estão cobertos por água), uma população de 23 401 habitantes, e uma densidade populacional de 17,0 hab/km² (segundo o censo nacional de 2010). O condado foi fundado em 1836 e o seu nome é uma homenagem a Levi Colbert (?-1834), líder ameríndio da tribo Chickasaw, também conhecido como Itawamba.